# سن-ژرژ، کبک
سن-ژرژ (به فرانسوی: Saint-Georges) شهرکی در منطقه شهری بوس-سارتیگان ناحیه شودییر-آپالاش در استان کبک کانادا است. در سرشماری سال ۲۰۱۱ این شهرک ۲۹٬۵۶۲ نفر جمعیت داشته‌است و مساحت آن ۱۹۹٫۵۱ کیلومتر مربع است.